# Protester under FN's klimakonference 2009
Protester og demonstrationer foregik i København i dagene den 7. til den 18. december under FN's klimakonference. Forud for begivenhederne forventedes det, at de ville skabe en cyklus af globale sociale bevægelser med udgangspunkt i klimaforandringerne, lignende protesterne under WTO-forhandlingerne i Seattle 1999, der afstedkom alter-globaliseringsbevægelsen. Visse kommentatorer mente dog ikke, at dette blev tilfældet.
Protesterne var af forskellig art fra fredelige gående demonstrationer over ikke-voldelige civilt ulydige aktioner til militante konfrontationer. Protesterne fik opmærksomhed i de globale medier – særligt i konfrontationen med den danske ordensmagt. Politiets dispositioner udløste efterfølgende en debat om, hvorvidt mulighederne for at demonstrere og protestere var indskrænkede som følge af "præventive anholdelser" i hidtil uset mængde gennem den såkaldte lømmelpakkes udvidede magtbeføjelser. Efterfølgende kom såvel byretten som Østre Landsret frem til, at Københavns Politis masseanholdelser af demonstranter var ulovlig og tilkendte derfor de tilbageholdte erstatning.

## Global day of Action
Den største demonstration under COP15 fandt sted den 12. december. Mellem 60.000 og 100.000 mennesker samledes på Christiansborg Slotsplads og gik derefter mod Bella Centeret. Budskaberne lød generelt på ikke udelukkende at fokusere på klimaforandringer som isoleret fænomen, men også såkaldt klimaretfærdighed, dvs. at de globale klimakriser uforholdsmæssigt rammer dem, der ikke har råd til at forsvare sig mod dem. Oplægget til demonstrationen var generelt kritisk over for præmisserne for topmødet, fx magtbalancen mellem det globale nord og syd, eksklusionen af de sociale bevægelser i beslutningerne og prioriteringen af forretningslivets profitinteresser. På de medbragte skilte som folk gik med, stor der bl.a. "People – Not Profit" (som en kommentar til prioriteringen af virksomhedernes interesse), "There is no Planet B" og "Nature doesn't compromise" (en kommentar til topmødernes præmis om at indgå kompromisser mellem suveræne aktører, der har egne interesser).

### Massearrestationer
Omtrent en time efter, at demonstrationen havde forladt Christiansborg Slotsplads – omkring Christmas Møllers Plads på Amagerbrogade – igangsatte politiets en såkaldt knibtangsmanøvre, der afskar en del af demonstrationen fra begge sider med betjente og køretøjer. Et bredt udsnit af demonstranter fangedes under manøvren, heriblandt nogle demonstranter fra den såkaldt sorte blok, men også fra Greenpeace, svenske Syndikalistisk Ungdomsförbund, Libertære Socialister, Hare Krishna, Attac m.fl., såvel som personer uden tilknytning til diverse grupperinger. Politiet tilbageholdt 913 personer,  lagde dem i strips og satte dem på asfalten i fra tre til fem timer. Derefter blev de tilbageholdte kørt til det såkaldte klimafængsel på Retortvej i Valby. I busserne sad de anholdte stadig med strips på, flere på gulvet. Så godt som alle blev dog løsladt uden sigtelse i løbet af natten. Dagen efter var 13 personer stadig frihedsberøvede, hvoraf kun tre stod til sigtelse. Masseanholdelserne fik umiddelbart støtte fra bredt politisk hold (fra DF til SF), men afstedkom efterfølgende en del debat og et sagsanlæg fra ca. 250 tilbageholdte mod politiet.
Ca. et år efter – i december 2010 – dømte Københavns Byret, at Københavns Politi havde handlet ulovligt, og tilkendte de klagende erstatning. Politiet ankede dommen til Østre Landsret, der i januar 2012 enstemmigt stadfæstede byrettens dom, fandt at Københavns Politi havde handlet ulovligt og lagde vægt på, at forholdene under frihedsberøvelsen var i strid med Den Europæiske Menneskerettighedskonventions forbud mod nedværdigende behandling. Politidirektør Johan Reimann fra Københavns Politi insisterede dog selv efter dommen på, at politiet havde handlet rigtigt.
Som følge af de ulovlige masseanholdelser endte Københavns Politi med at udbetale over 4 mio. kr. i alt til ca. 500 frihedsberøvede, som havde søgt om erstatning.

## Reclaim Power
Aktionen Reclaim Power fandt sted d. 16. december, organiseret af netværket Climate Justice Action. Omkring 3.000 mennesker samledes, for at tiltvinge sig adgang til grunden hvorpå Bella Center ligger. Formålet var at afholde et "People's Assembly", hvor demonstranterne ville mødes med ngo'er og andre akkrediterede fra COP15. De akkrediterede, der forlod forhandlingerne for at møde demonstrationen, blev af politiet bedt om at gå ad en længere vej. Da de akkrediterede anså dette ikke ville være muligt om de skulle nå at mødes med demonstrationen, forsøgte de trods politiets henstilling alligevel at gå ad den direkte og kortere rute. Politiet forhindrede dette ved brug af fysiske magtmidler. Senere blev de akkrediterede bortvist fra topmødet.
- Video: Copenhagen police tackle 4,000-strong climate protest, Guardian

## Billedgalleri
- Demonstration inde i Bella Centeret til fordel for øen Tuvalu og en bindende traktat
- Mellemfolkeligt Samvirke Action Aid block
- Op mod 100.000 mennesker var samlet d. 12. december i København til Global Day of Action